# مارك غراي
مارك غراي (بالإنجليزية: Mark Gray)‏ هو كاتب أغاني ومغني أمريكي، ولد في 24 أكتوبر 1952 في فيكسبيرغ في الولايات المتحدة، وتوفي في 2 ديسمبر 2016 في لبنان في الولايات المتحدة.

## وصلات خارجية
- مارك غراي على موقع IMDb (الإنجليزية)
- مارك غراي على موقع ميوزك برينز (الإنجليزية)
- مارك غراي على موقع ديسكوغز (الإنجليزية)
- مارك غراي على موقع ديسكوغز (الإنجليزية)